# 차상욱
차상욱(1972년 4월 7일 ~)은 삼성 라이온즈의 전 야구 선수다.

## 출신 학교
- 한서고등학교
- 경성대학교

## 같이 보기
- 1995년 삼성 라이온즈 시즌
- 1996년 삼성 라이온즈 시즌